# Kamniško sedlo

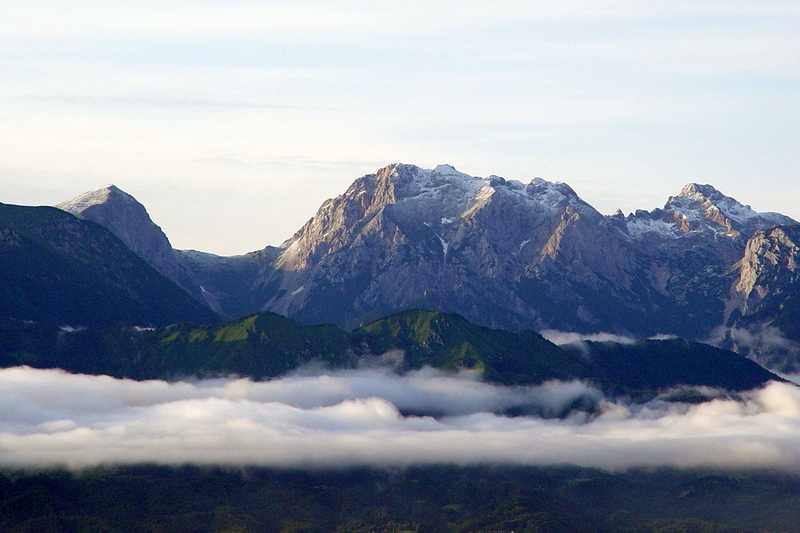
Kamniško sedlo z Braną, Planjavą i Ojstricą

Kamniško sedlo albo Jermanova vrata – przełęcz o wysokości 1903 m w grzbiecie Alp Kamnicko-Sawińskich.
Tuż pod szczytem jest Schronisko na Przełęczy kamnickiej, ulubiony obiekt noclegowy w miesiącach letnich.
Przełęcz na zachodzie ogranicza Brana, na wschodzie zaś Planjava. Na południe stopniowo opada ku dolinie Kamniškiej Bistricy, na północy zaś stromo schodzi do Doliny Logarskiej.
Legenda o Jermanie głosi, że istniał dziki myśliwy, który poznał wszystkie szlaki górskie. Kiedy Turcy najechali Klagenfurt, przeprowadził wojska kraińskie najkrótszą drogą przez przełęcz i tym uratował miasto. Dlatego w podzięce nazwano potężną przełęcz jego imieniem.

## Dostęp
- 3,30 h: ze schroniska w Kamniškiej Bistricy (601 m n.p.m.)
- 1,30 h: z Frischaufovego domu na Okrešlju (1396 m n.p.m.)

## Sąsiednie obiekty turystyczne
- 6 h: do Cojzovej kočy na Kokrskem sedlu (1793 m n.p.m.) przez Turską gorę
- 3 h: do Kocbekovego domu na Korošicy (1808 m n.p.m.) pod Planjavą
- 1,30 h: Brana (2252 m n.p.m.)
- 2 h: Planjava (2394 m n.p.m.)
- 4 h: Ojstrica (2350 m n.p.m.) pod Planjava, przez Škarje
- 2,30 h: Turska gora (2251 m n.p.m.)